# معركة سرقوسة (264 هـ)
معركة سرقوسة وهي معركة وقعة في مدينة سرقوسة في صقلية في سنة (264 هـ/878م) بين الدولة الأغلبية بقيادة أمير صقلية جعفر بن محمد التميمي وبين الإمبراطورية البيزنطية، وقد انتهت المعركة بانتصارٍ ساحق للجيش الاغلبي وفتح مدينة سرقوسة عاصمة صقلية البيزنطية.
قال ابن الأثير: «وفي سنة 264 هـ في الرابع عشر من شهر رمضان ملك المسلمون سرقوسة، وهي من أعظم مدن صقلية، وكان سبب ملكها أن جعفر بن محمد أمير صقلية غزاها فأفسد زروعها، وزروع قطانية، وطبرمين، ورمطة، وغيرها من بلاد صقلية التي بيد الروم، ونازل سرقوسة وحاصرها براً وبحراً وملك بعض أرباضها، ثم وصلت مراكب الروم نجدة له، فسير إليها جعفر أسطولا فأصابوها فتمكنوا منها حينئذٍ وفتحت عنوةً، وقُتِل من أهلها عِدة ألوف، وأصيب فيها من الغنائم مالم يصب بمدينة أخرى في صقلية». وقال ابن الخطيب: «وفي أيام إبراهيم بن أحمد بن محمد بن الأغلب فتحت مدينة سرقوسة».